# Мунія світлоголова
Му́нія світлоголова (Lonchura nevermanni) — вид горобцеподібних птахів родини астрильдових (Estrildidae). Ендемік Нової Гвінеї.

## Опис
Довжина птаха становить 11,5 см. Тім'я і скроні коричнювато-білі, пера на потилиці і шиї буруваті з білими краями, спина і крила чорнувато-бурі. Надхвістя і верхня покривні пера хвоста оранжево=охристі. Стернові пера коричневі з жовтувато-охристими краями. Горло, нижня частина живота, стегна і гузка чорні, решта нижньої частини тіла іржасто-коричнева. Очі темно-карі, дзьоб міцний, зверху сизий, знизу сірий, лапи сіруваті.

## Поширення і екологія
Світлоголові мунії мешкають в регіоні Транс-Флай на півдні Нової Гвінеї. Вони живуть у вологих саванах, на луках і болотах. Зустрічаються парами або невеликими сімейними зграйками. Живляться насінням трав, іноді також ягодами, плодами, пагонами і дрібними літаючими комахами. Розмножуються протягом всього року, пік гніздування припадає на завершення сезону дощів. Гніздо кулеподібне, діаметром 15 см, робиться з стебел, листя і рослинних волокон. В кладці від 4 до 7 яєць. Інкубаційний період триває 12-13 днів. Будують гніздо, насиджують яйця і доглядають за пташенятами і самиці, і самці. Пташенята покидають гніздо через 3 тижні після вилуплення, однак батьки продовжують піклуватися про них ще 2 тижні.